# Plateforme de l'alliance inclusive-Terra Ranka
La Plateforme de l'alliance inclusive-Terra Ranka, (en portugais : Plataforma Aliança Inclusiva-Terra Ranka abrégé PAI-Terra Ranka ; lit. « Le pays démarre »), est une coalition politique bissau-guinéenne formée pour les élections législatives de 2023 et principalement dirigée par le Parti africain pour l'indépendance de la Guinée et du Cap-Vert (PAIGC).

## Histoire
La Plateforme de l'alliance inclusive - Terra Ranka (PAI-Terra Ranka) est formée en avril 2023 par le Parti africain pour l'indépendance de la Guinée et du Cap-Vert (PAICG) et quatre autres partis — l'Union pour le changement (UM), le Parti de la convergence démocratique (PCD), le Parti social démocratique (PSD) et Mouvement démocratique guinéen (MDG) — en vue des élections législatives de 2023. Le coalition s'appuie sur le programme « Terra Ranka », un ensemble de mesures proposé depuis 2014 par le PAICG pour le développement de la Guinée-Bissau.
Début mai, la coalition est approuvée par la commission électorale pour participer aux élections et prend pour symbole une maison qui reprend les couleurs du PAICG.
Le 19 mai 2023, la coalition signe un accord de coalition en intégrant dix-huit partis politiques mineurs n'ayant pas pu se présenter aux élections législatives afin d'élargir sa base électorale.
Lors des élections législatives de 2023, la coalition arrive en tête du scrutin et remporte la majorité absolue avec 54 sièges à l'Assemblée nationale populaire. Le président de la république Umaro Sissoco Embaló reconnaît sa défaite après l'annonce des résultats provisoires le 8 juin. Il félicite la coalition Pai-Terra Ranka et annonce sa décision de nommer le chef du PAIGC, Domingos Simões Pereira, au poste de Premier ministre, acceptant de revenir sur ses déclarations de rejet de cette option durant la campagne électorale,. Geraldo Martins est nommé Premier ministre le 7 août.

## Résultats électoraux

### Élections législatives
| Année | Suffrages | %     | Rang | Sièges   | +/- | Gouvernement |
| ----- | --------- | ----- | ---- | -------- | --- | ------------ |
| 2023  | 264 240   | 39,42 | 1er  | 54 / 102 | 7   | Martins      |